# Dusona rectoides
Dusona rectoides là một loài tò vò trong họ Ichneumonidae.